# 瓦房镇
瓦房镇，是中华人民共和国吉林省白城市洮南市下辖的一个乡镇级行政单位。

## 行政区划
瓦房镇下辖以下地区：
瓦房村、荣华村、长山村、白塔村、福顺村、共和村、靠山村、兴盛村、振林村、三友村、崇德村、怀德村、互助村、悦来村、春阳村、林海村和道岭村。